# Ново село (община Боговине)
Вижте пояснителната страница за други значения на Ново село.
Ново село (на македонска литературна норма: Ново Село; на албански: Novo Sella, Ново Села) е село в Северна Македония, в община Боговине.

## География
Селото е разположено в областта Горни Полог.

## История
Според Афанасий Селишчев в 1929 година Ново село е част от Долнопалчишка община в Долноположкия срез и има 108 къщи с 494 жители българи.
Според преброяването от 2002 година селото има 1589 жители.
| Националност | Всичко |
| македонци    | 1      |
| албанци      | 1579   |
| турци        | 0      |
| роми         | 0      |
| власи        | 0      |
| сърби        | 0      |
| бошняци      | 0      |
| други        | 9      |